# 6635 Zuber
6635 Zuber eller 1987 SH3 är en asteroid i huvudbältet som upptäcktes den 26 september 1987 av det amerikanska astronom paret Eugene M. och Carolyn S. Shoemaker vid Palomar-observatoriet. Den är uppkallad efter Maria Zuber.
Asteroiden har den diameter på ungefär 4 kilometer och den tillhör asteroidgruppen Hungaria.